# Steve Buckley
Steve Buckley (Eastwood, 16 ottobre 1953) è un ex calciatore inglese, di ruolo difensore.

## Caratteristiche tecniche
Era un terzino sinistro.

## Carriera
Inizia a giocare nelle giovanili del Nottingham Forest, per poi esordire a livello di prima squadra con i semiprofessionisti di Borrowash Victoria e Burton Albion, dove rimane fino al 1974. Nell'estate del 1974 si trasferisce al Luton Town, club di prima divisione, con cui nella stagione 1974-1975 all'età di 21 anni esordisce tra i professionisti; rimane nel club anche a seguito della retrocessione in seconda divisione subita a fine stagione, e gioca in questa categoria per altre 3 stagioni, per un bilancio totale di 123 presenze e 9 reti in partite di campionato con gli Hatters nell'arco di 4 anni di permanenza nel club.
Nell'estate del 1978 si trasferisce al Derby County, club di prima divisione, con cui rimane per le successive 8 stagioni, in cui gioca stabilmente da titolare; nel corso degli anni i Rams scendono tuttavia progressivamente di categoria: dopo 2 stagioni in prima divisione, tra il 1980 ed il 1984 giocano infatti in seconda divisione, mentre nelle 2 stagioni successive addirittura in terza divisione. Nell'estate del 1986, dopo complessive 323 presenze e 21 reti in partite di campionato, Buckley viene ceduto al Lincoln City: qui, in 2 anni di permanenza gioca complessivamente 36 partite in Football Conference (quinta divisione e più alto livello calcistico inglese al di fuori della Football League), campionato che vince nella stagione 1987-1988, con conseguente promozione in quarta divisione. Chiude poi la carriera nel 1990 dopo un biennio con il Boston Utd, sempre in Football Conference.

## Palmarès

### Club

#### Competizioni nazionali
- Conference League: 1

Lincoln City: 1987-1988